# Mơ tam thể
Mơ tam thể (danh pháp khoa hoc: Paederia lanuginosa), tên gọi khác: mơ lông, bổ thượng hoàng, là một loài thực vật có hoa trong họ Thiến thảo. Loài này được Wall. mô tả khoa học đầu tiên năm 1831.
Dây leo nhánh tròn có lông. Lá to, phiến xoan tim, gốc hình tim, mặt dưới ửng tím đỏ, có lông mịn, gân phụ 7-8 cặp, cuống dài 2–6 cm, lá kèm hình tam giác. Cụm hoa hình chùy ở ngọn và nách lá. Hoa có tràng hơp thường màu trắng, miệng tràng hơi tím có 2-3 răng, có lông nhỏ. Nhị hoa có 5 chỉ. Quả hình cầu có đài màu vàng.

## Hình ảnh

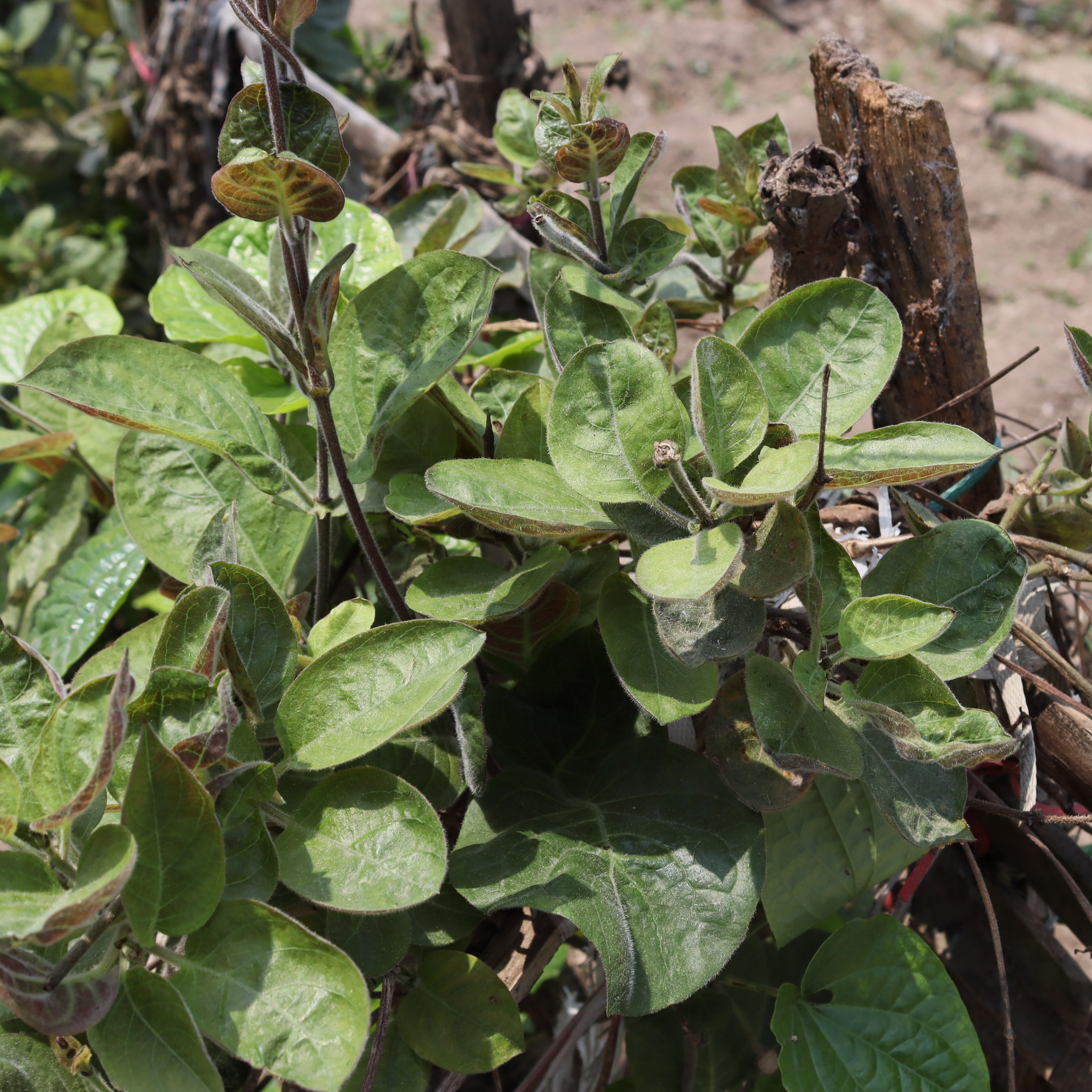
Ngọn cây mơ lông